# Satué
Satué est un village de la province de Huesca, situé à environ deux kilomètres au nord-est de la ville de Sabiñánigo, sur la rive gauche du ruisseau de la Garganta, affluent du Gállego. Il comptait 7 foyers et 43 habitants au milieu du XIXe siècle, contre 9 aujourd'hui (INE, 2014). L'église du village, dédiée à l'apôtre saint André, de style mozarabe, a été gravement endommagée pendant la Guerre civile espagnole et restaurée depuis.